# LIUPPA
Le laboratoire LIUPPA (Laboratoire Informatique de l'Université de Pau et des Pays de l'Adour) est une Équipe d’Accueil du Ministère de l'Éducation nationale, de l’Enseignement Supérieur et de la Recherche EA 3000, créé en janvier 2001 et composé d’une cinquantaine de membres.
La recherche menée est de nature appliquée avec des domaines de prédilection tels que :  
- génie logiciel ;
- les agents et les composants logiciels ;
- la sécurité informatique ;
- les systèmes d’information ;
- les réseaux et protocoles ;
- le traitement des documents électroniques ;
- l’image et la visualisation scientifique.

## Organisation
Le LIUPPA est structuré en 2 équipes: MOVIES et T2I.
Les membres constituant le LIUPPA sont répartis sur différents sites situés à :
- Pau (Pyrénées-Atlantiques)
- Bayonne-Anglet (Pyrénées-Atlantiques)
- Mont de Marsan (Landes)

Le LIUPPA est dirigé par le Professeur Philippe Aniorte.

## Recherche
Les principales thématiques abordées sont:
- Equipe T2I

Modèles - Plateforme d'Extraction et d'Indexation des informations géographiques issues de corpus documentaires.
Architectures supportant l'échange de flux spatio-temporel issus ou vers des périphériques mobiles contraints.
Modèles et Outils permettant d'opérationnaliser des interactions tirant parti de la sémantique des contenus spatio-temporels.
- Equipe MOVIES

Ingénierie dirigée par les modèles, systèmes distribués, mobilité.
Agents, composants, services et nuages logiciels.
Sécurité informatique.
Visualisation scientifique, modélisation géométrique, 3D.

## Partenariats
Des travaux de recherche sont réalisés en partenariat avec la société AEXIUM SAS sur la modélisation de profil utilisateur (profil générique sémantique) avec les technologies du Web sémantique.

## Publications
La liste des publications du laboratoire est disponible ici 